# Pterostoma
Genre
Le genre Pterostoma regroupe des lépidoptères (papillons) de nuit de la famille des Notodontidae.

## Liste des espèces
- Pterostoma gigantina Staudinger, 1892.
- Pterostoma griseum (Bremer, 1861).
- Pterostoma hoenei Kiriakoff, 1963.
- Pterostoma palpina (Clerck, 1759) — Museau.
- Pterostoma pterostomina (Kiriakoff, 1963).
- Pterostoma sinica Moore, 1877.